# Lasioglossum ordubadense
Lasioglossum ordubadense är en biart som först beskrevs av Heinrich Friese 1916.  Lasioglossum ordubadense ingår i släktet smalbin, och familjen vägbin. Inga underarter finns listade i Catalogue of Life.